# Erdbeben bei Petrinja 2020
Das Erdbeben bei Petrinja erschütterte am 29. Dezember 2020 um 12:19 Uhr Ortszeit die Erde nahe der kroatischen Städte Petrinja, Sisak und Glina. Dabei kamen sieben Menschen ums Leben, weitere 26 wurden verletzt. In der Epizentralregion kam es zu schweren Schäden. Es war eines der schwersten je in Kroatien instrumentell registrierten Erdbeben.

## Erdbeben
Das Erdbeben mit der Magnitude von 6,4 MW auf der Momenten-Magnituden-Skala hatte sein Epizentrum nahe dem südwestlichen Stadtrand von Petrinja und wenige Kilometer südwestlich von Sisak. Seine Herdtiefe wurde mit 10 Kilometern angegeben. Das tektonische Geschehen in Kroatien wird von der Relativbewegung der Eurasischen und der Adriatischen Platte dominiert, die im Land aneinander grenzen. Das Erdbeben vom 29. Dezember 2020 war eine dextrale Blattverschiebung an einer Verwerfung innerhalb der Eurasischen Platte, wahrscheinlich an der südwest-nordöstlich streichenden Petrinja-Verwerfung bzw. Petrinja-Störzone. Dabei dürften sich die Schollen auf einer 15 bis 25 Kilometer langen Strecke gegeneinander bewegt haben.
Es war eines der beiden stärksten Erdbeben in Kroatien seit Beginn der instrumentellen Erdbebenaufzeichnung, lediglich ein Beben in der Nähe von Imotski am 29. Dezember 1942 hatte eine vergleichbar große Magnitude. Die freigesetzte Energie war etwa 30-mal stärker als die beim Erdbeben von Zagreb im März 2020, das eine Magnitude von 5,4 MW hatte.
Nach Schätzungen des United States Geological Survey (USGS) wurde das Erdbeben von knapp 3,8 Millionen Menschen mit einer Intensität der Stufe V oder höher auf der Modifizierten Mercalliskala verspürt, darunter etwa 54.000 Menschen, die Intensität VIII erlebten und weitere 477.000, die Intensität VII erlebten. Das Beben wurde auch noch in Österreich, Deutschland, Tschechien, der Slowakei, Ungarn, Slowenien, Bosnien und Herzegowina, Serbien, Montenegro, Rumänien und Italien wahrgenommen. Das sich in Slowenien befindende Kernkraftwerk Krško wurde vorsichtshalber abgeschaltet.
In den Stunden und Tagen nach dem Hauptbeben kam es zu zahlreichen Nachbeben. Die österreichische Erdbebenwarte der ZAMG registrierte bis 17:00 Uhr des 31. Dezember 39 Nachbeben mit Magnituden von 3,0 oder höher, sowie 189 Nachbeben mit Magnituden von 2,0 bis 3,0. Die stärksten Nachbeben ereigneten sich am 29. Dezember 2020 (Magnitude 4,9 mb), am 30. Dezember 2020 (Magnituden 4,8 mb und 4,7 mb) und am 6. Januar 2021 (Magnitude 4,7 MW).
Am Tag vor dem Hauptbeben hatten sich in der Region sieben Vorbeben ereignet, das stärkste um 6:28 Uhr Ortszeit erreichte Magnitude 4,8 MW.

## Opfer und Schäden
Bei dem Erdbeben kamen sieben Menschen ums Leben, weitere 26 wurden verletzt.
Es kam zu schweren Schäden in Petrinja, wo Häuser einstürzten. Sisak und Glina wurden ebenfalls schwer getroffen. Auch aus weiteren Orten wurden Schäden gemeldet. Am 14. Januar 2021 berichtete Premierminister Andrej Plenković von bislang 41.500 als beschädigt gemeldeten Gebäuden. In Teilen Kroatiens fielen vorübergehend die Stromversorgung und das Telefonnetz aus. In der ersten Nacht nach dem Beben waren noch etwa 9000 Menschen ohne Strom. Das Wasserverteilungssystem in Petrinja wurde beeinträchtigt, Trinkwasser musste mit Wassertanks bereitgestellt werden.
Mit Hunden wurden Verschüttete gesucht, das kroatische Militär unterstützte die Suche und half bei der Verlegung von Patienten aus der beschädigten Pneumologieklinik in Petrinja und dem beschädigten Krankenhaus in Sisak. Soldaten und Feuerwehrleute aus dem ganzen Land unterstützten die Such- und Aufräumarbeiten.
Die Wohn- oder Wirtschaftsgebäude von etwa 50.000 Menschen wurden beschädigt. Einige obdachlos Gewordene wurden in Zelten, Turnhallen und Kasernen untergebracht, andere verbrachten die Nächte bei Verwandten, im Freien oder in Autos. Wegen des erhöhten Infektionsrisikos durch die COVID-19-Pandemie wurden eine Impfaktion für Personen in gemeinschaftlichen Notunterkünften sowie im Rettungsdienst gestartet.
Bei den Vorbeben am 28. Dezember kamen keine Menschen zu Schaden, jedoch wurden hierbei bereits mehr als 500 Gebäude beschädigt.
Die Europäische Union sagte Kroatien Unterstützung zu und Kroatien aktivierte den EU-Zivilschutz-Mechanismus. Mehrere Staaten sandten Wohncontainer, Winterzelte, Feldbetten und andere Hilfsgüter in die betroffene Region.
Die kroatische Regierung erklärte den 2. Januar 2021 zum nationalen Trauertag. Am 4. Januar wurde der Katastrophenfall für die Gespanschaft Sisak-Moslavina und Teile der Gespanschaften Zagreb und Karlovac ausgerufen. Damit übernimmt die Regierung die Koordinierung der Maßnahmen für die Nothilfe und den Wiederaufbau, wofür ein eigener Stab unter dem Minister für Veteranen Tomo Medved eingerichtet wurde.

### Galerie

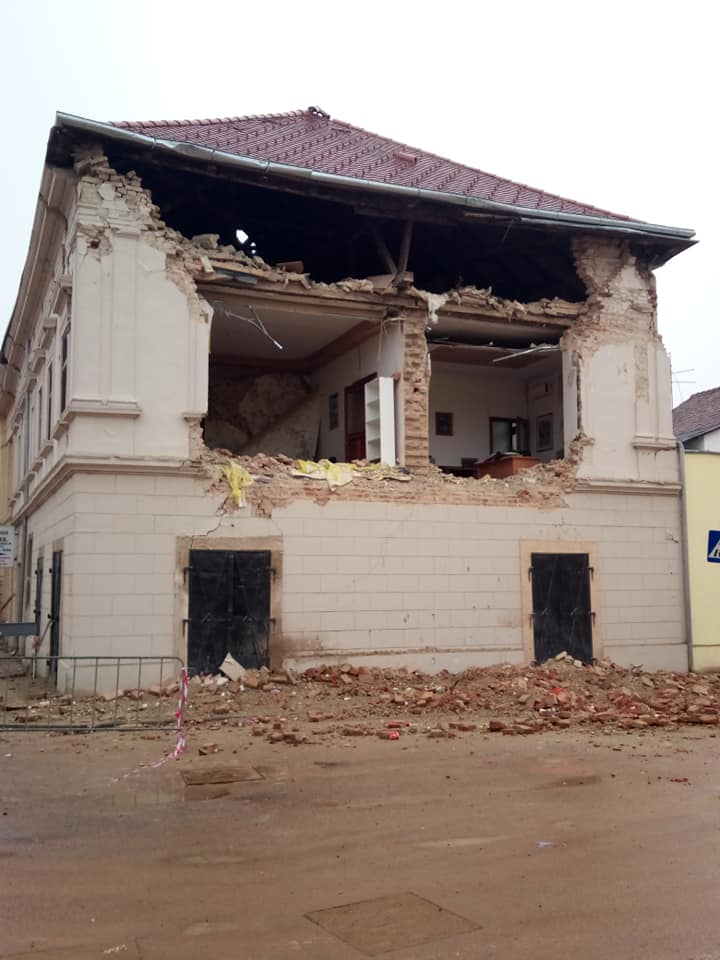
Zerstörtes serbisch-orthodoxes Pfarrgebäude in Petrinja
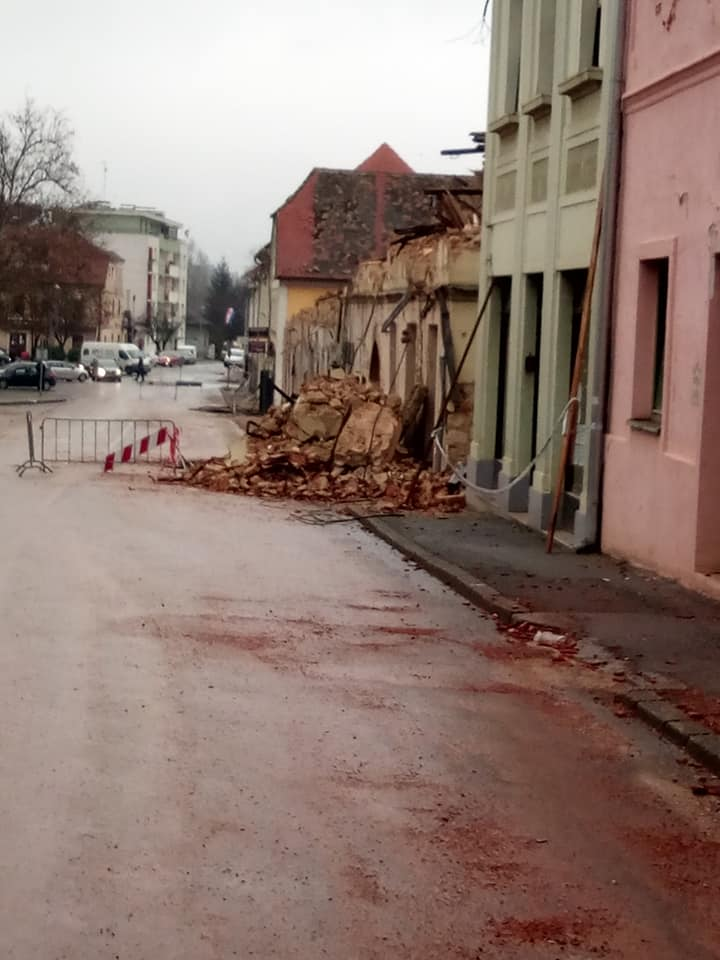
Verwüstete Straße in Petrinja
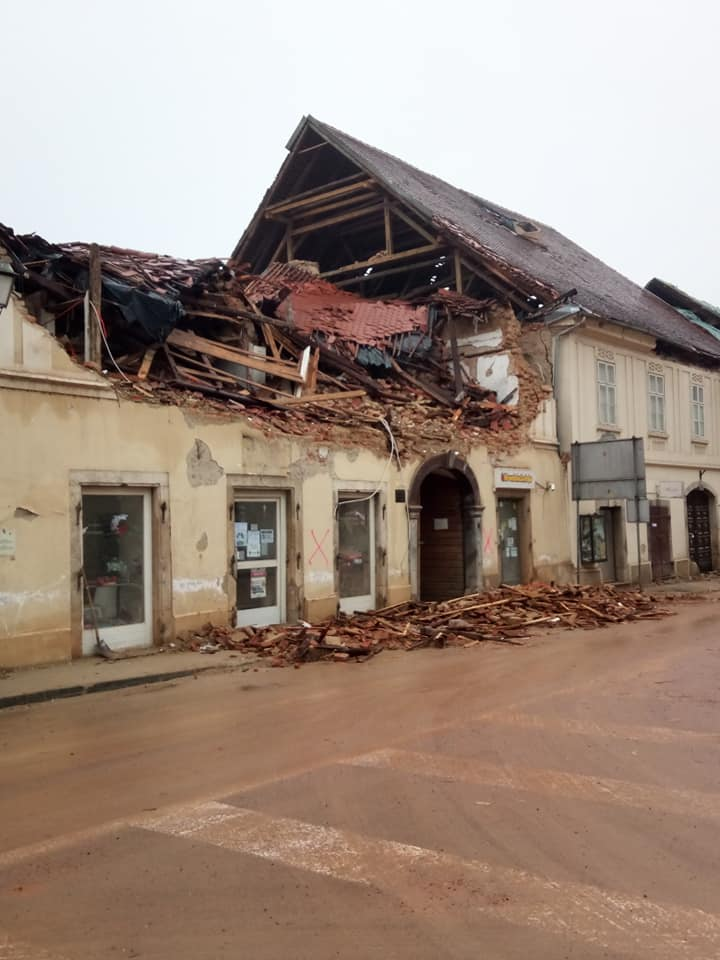
Zerstörte Häuser in Petrinja
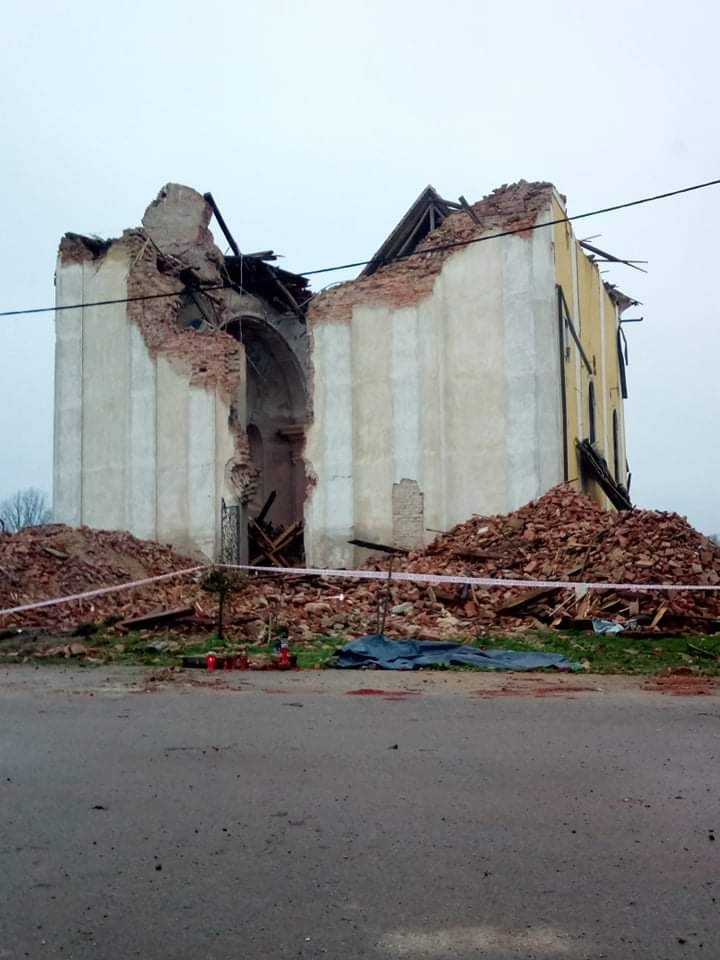
Die zerstörte römisch-katholische Kirche St. Nikolaus und Vitus in Žažina (Gemeinde Lekenik)
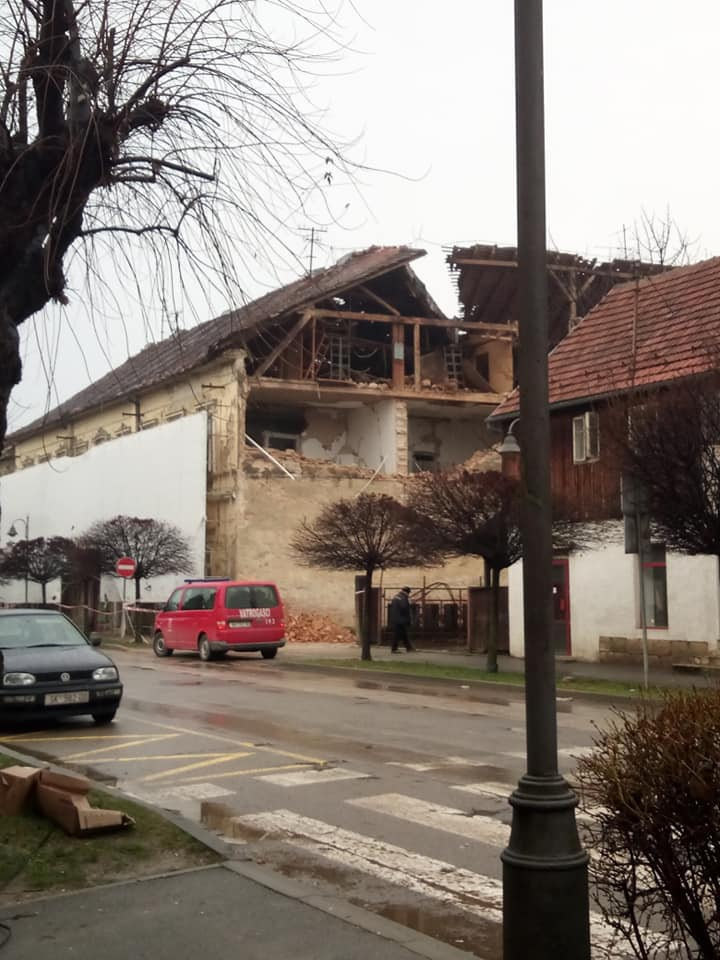
Beschädigtes Gebäude in Petrinja

## Belege
1. ↑  Preliminarna karta intenziteta. In: unizg.hr. Seismologischer Dienst am Geophysikalischen Institut der Universität Zagreb, 6. Januar 2021, abgerufen am 15. Januar 2021 (kroatisch).
2. 1 2  M 6.4 - 2 km WSW of Petrinja, Croatia. USGS, abgerufen am 25. Januar 2021 (englisch).
3. ↑  M 6.4 - CROATIA - 2020-12-29 11:19:54 UTC. EMSC, abgerufen am 25. Januar 2021 (englisch).
4. ↑  Terremoto Mw 6.4 in Croazia, 29 dicembre 2020, approfondimento. In: ingvterremoti.com. 29. Dezember 2020, abgerufen am 29. Dezember 2020 (italienisch).
5. ↑  Sotiris Valkaniotis: Best candidate fault structure… In: twitter.com. 29. Dezember 2020, abgerufen am 29. Dezember 2020 (englisch).
6. ↑  Fragen und Antworten zum Erdbeben in Kroatien. In: gfz-potsdam.de. 30. Dezember 2020, abgerufen am 6. Januar 2021.
7. ↑  Geofizičar objasnio zašto je došlo do razornog potresa: ‘Glavni uzrok nalazi se daleko od Petrinje i Gline‘. In: jutarnji.hr. 30. Dezember 2020, abgerufen am 30. Dezember 2020 (kroatisch).
8. ↑  Ross S. Stein, Shinji Toda: Stress analysis shows slight increase in seismic hazard near Zagreb. In: temblor.net. 4. Januar 2021, abgerufen am 7. Januar 2021 (englisch).
9. ↑  Snježan Prevolnik: Potresi kod Petrinje nakon 28. prosinca 2020. In: unizg.hr. Seismologischer Dienst am Geophysikalischen Institut der Universität Zagreb, 2. Januar 2021, abgerufen am 3. Januar 2021 (kroatisch).
10. 1 2  UŽIVO Sedam mrtvih, deseci ozlijeđenih, traje potraga za preživjelima. (Memento des Originals vom 29. Dezember 2020 im Internet Archive)  Info: Der Archivlink wurde automatisch eingesetzt und noch nicht geprüft. Bitte prüfe Original- und Archivlink gemäß Anleitung und entferne dann diesen Hinweis. In: hr.n1info.com. 29. Dezember 2020, abgerufen am 29. Dezember 2020 (kroatisch).
11. ↑  M 6.4 - 2 km WSW of Petrinja, Croatia: Pager. USGS, abgerufen am 25. Januar 2021 (englisch).
12. 1 2  Tlo u Petrinji se još trese: Iz ruševina izvukli dvoje živih, traje potraga. In: index.hr. 29. Dezember 2020, abgerufen am 29. Dezember 2020 (kroatisch).
13. 1 2  Erdbeben auch in Wien zu spüren. In: orf.at. 29. Dezember 2020, abgerufen am 29. Dezember 2020.
14. ↑  Krško nuclear power station shut down as a precaution after quake. In: sta.si. 29. Dezember 2020, abgerufen am 29. Dezember 2020 (englisch).
15. ↑  Starkes Erdbeben südlich von Zagreb. In: zamg.ac.at. 3. Januar 2021, abgerufen am 3. Januar 2021.
16. ↑  M 4.9 - 6 km SW of Petrinja, Croatia. USGS, abgerufen am 25. Januar 2021 (englisch).
17. ↑  M 4.8 - 9 km WNW of Petrinja, Croatia. USGS, abgerufen am 25. Januar 2021 (englisch).
18. ↑  M 4.7 - 6 km SSW of Lekenik, Croatia. USGS, abgerufen am 25. Januar 2021 (englisch).
19. ↑  M 4.7 - 3 km W of Petrinja, Croatia. USGS, abgerufen am 25. Januar 2021 (englisch).
20. ↑  M 4.8 - 8 km W of Petrinja, Croatia. USGS, abgerufen am 25. Januar 2021 (englisch).
21. ↑  January 2 declared a national day of mourning, state treasury earthquake relief account opened. In: vlada.gov.hr. 30. Dezember 2020, abgerufen am 1. Januar 2021 (englisch).
22. 1 2  Schwere Schäden in Kroatien, mindestens sieben Tote, nächtliche Suche nach Verschütteten. In: kleinezeitung.at. 29. Dezember 2020, abgerufen am 29. Dezember 2020.
23. 1 2 3  Erdbeben in Kroatien: Mehr als 1.000 Gebäude komplett zerstört. In: orf.at. 30. Dezember 2020, abgerufen am 30. Dezember 2020.
24. ↑  Plenković: Prijavljeno 41.500 šteta, pregledano 18.370 objekata. In: hrt.hr. 14. Januar 2021, abgerufen am 15. Januar 2021 (kroatisch).
25. 1 2  Starkes Erdbeben erschüttert Kroatien. In: orf.at. 29. Dezember 2020, abgerufen am 29. Dezember 2020.
26. 1 2  UŽIVO: Razorni potres 6,2 po Richteru: razrušeni Petrinja, Sisak, Glina, ima žrtava i ozlijeđenih. In: hrt.hr. 29. Dezember 2020, abgerufen am 29. Dezember 2020 (englisch).
27. ↑  Najnovije informacije o potresu: Petrinja, Sisak, Glina. In: vijesti.hrt.hr. 30. Dezember 2020, abgerufen am 1. Januar 2021 (kroatisch).
28. ↑  Weitere Erdstöße, Suche nach Verschütteten. In: orf.at. 30. Dezember 2020, abgerufen am 30. Dezember 2020.
29. ↑  Potresi - najnovije informacije. In: hrt.hr. 1. Januar 2021, abgerufen am 2. Januar 2021 (kroatisch).
30. 1 2  Nach Beben in Kroatien: Katastrophenzustand ausgerufen. In: orf.at. 4. Januar 2021, abgerufen am 4. Januar 2021.
31. ↑  Posljedice potresa u Hrvatskoj - informacije iz minute u minutu. In: hrt.hr. 2. Januar 2021, abgerufen am 3. Januar 2021 (kroatisch).
32. ↑  U tri jaka potresa u Sisku, Petrinji i Glini oštećeno petstotinjak objekata. In: hrt.hr. 28. Dezember 2020, abgerufen am 29. Dezember 2020 (kroatisch).
33. ↑  Croatia | 6.4M Earthquake of 29 December – DG ECHO Daily Map. (PDF; 989 kB) Europäisches Amt für humanitäre Hilfe und Katastrophenschutz, 30. Dezember 2020, abgerufen am 1. Januar 2021 (englisch).
34. ↑  Erdbeben in Kroatien: Die Schweiz folgt einem Hilfsappel und liefert Unterkünfte. Eidgenössisches Departement für auswärtige Angelegenheiten, 22. Januar 2021, abgerufen am 23. Januar 2021.
35. ↑  Vlada proglasila katastrofu za područje pogođeno potresom. In: telegram.hr. 4. Januar 2021, abgerufen am 4. Januar 2021 (kroatisch).